# Milacze (stacja kolejowa)
Milacze (ukr. Милячі, ros. Милячи) – stacja kolejowa w miejscowości Biała, w rejonie sarneńskim, w obwodzie rówieńskim, na Ukrainie. Nazwa pochodzi od pobliskiej miejscowości Milacze.
Stacja istniała przed II wojną światową. Nosiła wówczas nazwę Biała.